# La Clochette
La Clochette est un ancien petit magazine spirituel publié mensuellement en français de 1901 à 1919 par une organisation de l'Église catholique à Paris appelée La Ligue de la Sainte-Messe. Le père Esther Bouquerel (1855-1923) a fondé l'organisation et a édité le magazine, qui comptait environ 8 000 abonnés. En décembre 1912, la revue publie la première version connue d'une prière anonyme pour la paix, aujourd'hui largement mais erronément appelée la Prière de saint François,,. 